# Joseph Mendelssohn

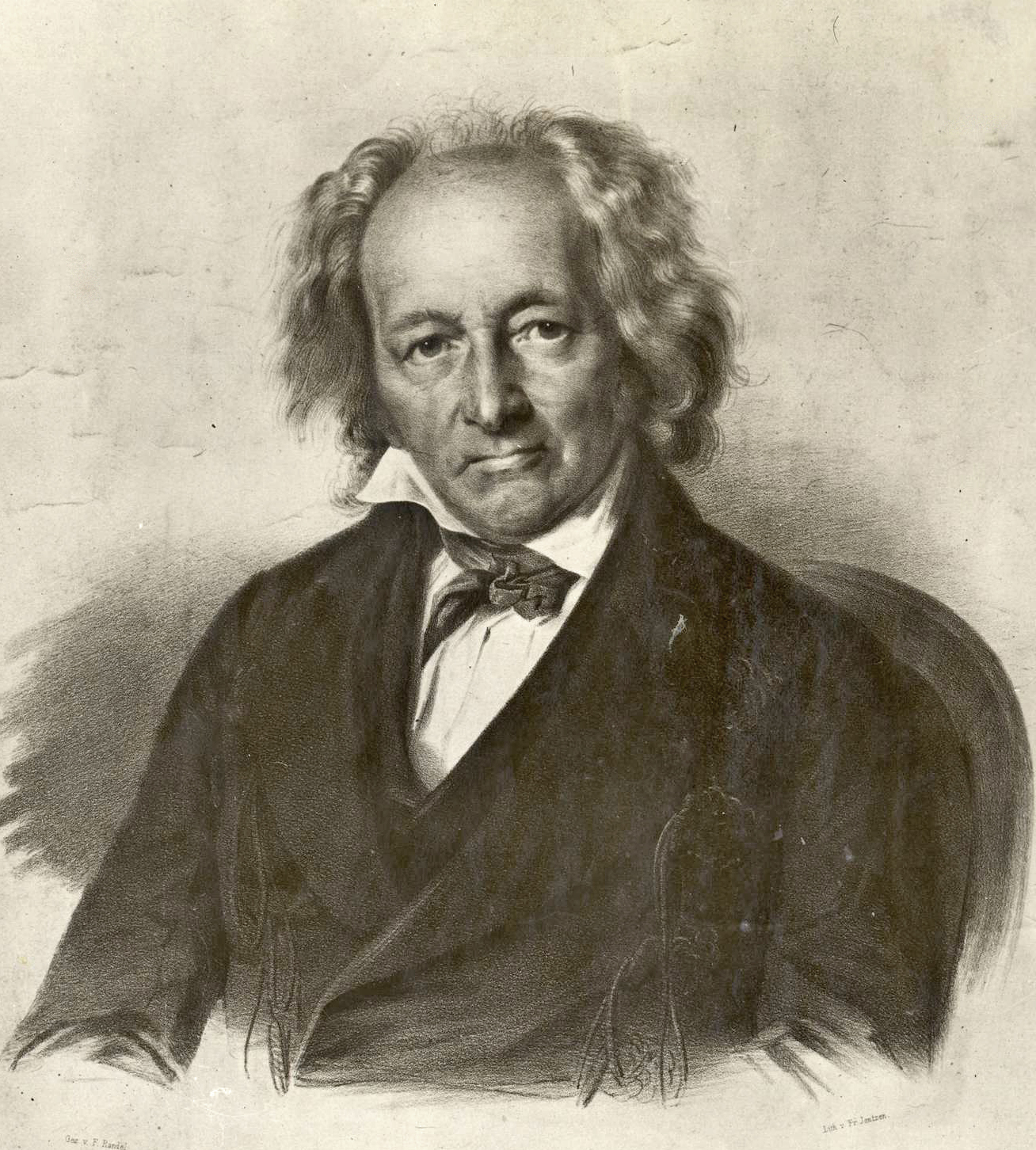
Joseph Mendelssohn

Joseph Mendelssohn (* 11. August 1770 in Berlin; † 24. November 1848 ebenda) war ein deutsch-jüdischer Bankier.

## Leben
Er gehörte der Familie Mendelssohn an und war ältester Sohn von Moses Mendelssohn und Fromet Gugenheim. Erzogen wurde er unter anderem von Joseph Engel. 1792 gründete er mit Gleichgesinnten die Gesellschaft der Freunde, einen Verein jüdischer Junggesellen, die den Idealen der Haskala anhingen. Drei Jahre später, 1795, machte er sich als Bankier selbständig. 1804 trat auch sein Bruder Abraham, der Vater von Fanny Hensel und Felix Mendelssohn Bartholdy, in das Bankhaus Mendelssohn ein.
In Horchheim kaufte Mendelssohn 1818 ein Palais und ließ im benachbarten Park um 1830 von Johann Claudius von Lassaulx ein Garten- und Teehaus errichten. In dem Palais waren einige berühmte Persönlichkeiten zu Gast, so beispielsweise sein Neffe Felix Mendelssohn Bartholdy und Alexander von Humboldt.
Auf dem Jüdischen Friedhof in der Schönhauser Allee 23 in Berlin-Prenzlauer Berg befindet sich die Familiengrabstätte mit den Grabsteinen von Joseph Mendelssohn (1770–1848), seiner Gemahlin Henriette, geb. Meyer (1776–1862), seiner Schwiegertochter Marianne, geb. Seeligmann (1799–1880) und seinem Sohn Alexander Mendelssohn (1798–1871).
Die Grundschule in Koblenz-Horchheim trägt heute den Namen Joseph-Mendelssohn-Schule.

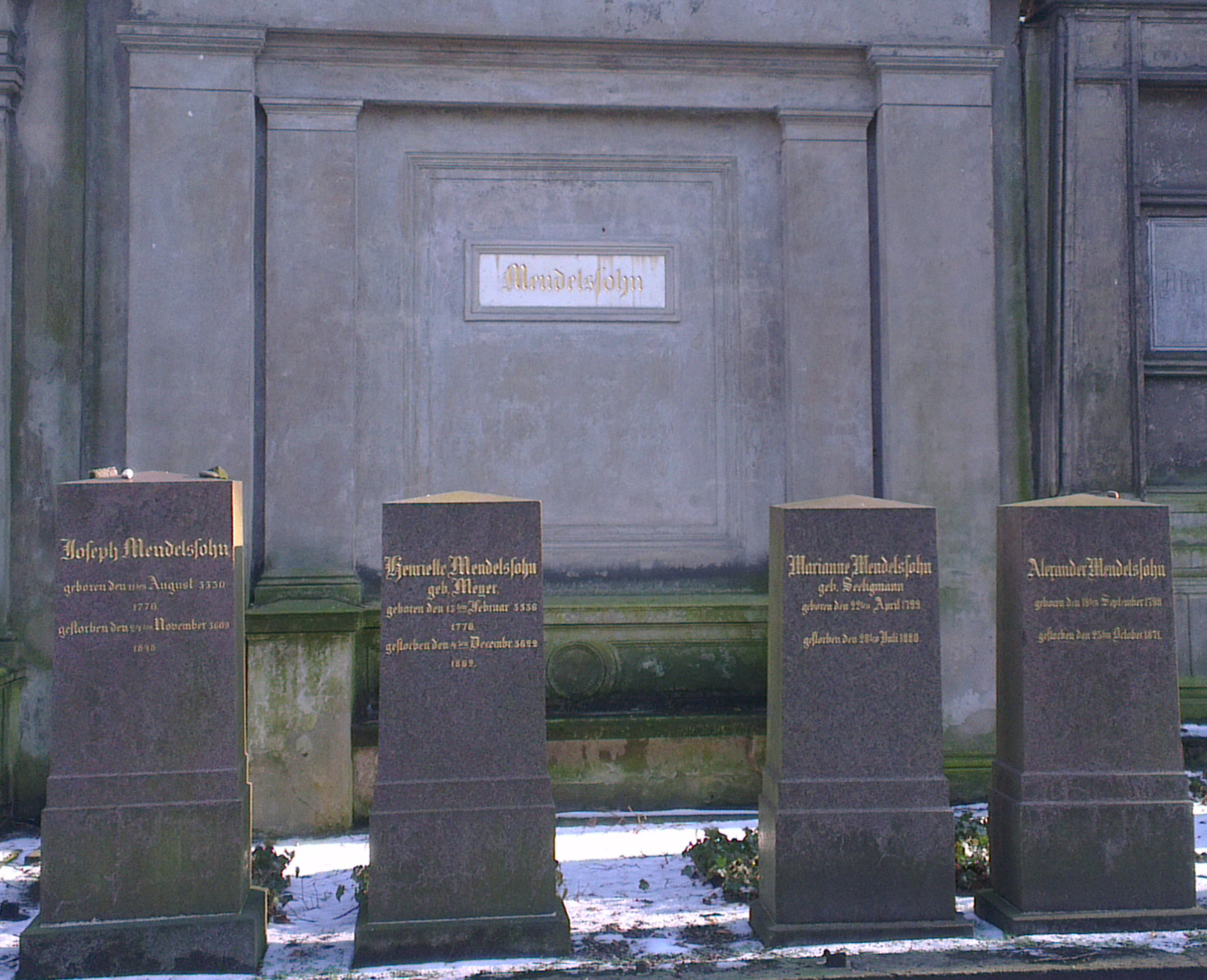
Jüdischer Friedhof in der Schönhauser Allee 23, 10435 Berlin
Von links: Joseph Mendelssohn (1770–1848), Gemahlin: Henriette Meyer (1776–1862), Schwiegertochter: Marianne, geb. Seeligmann (1799–1880), Sohn: Alexander Mendelssohn (1798–1871)